# حمله ژولیان به ایران
حمله ژولیان (Julian) به ایران یا جنگ ایران و روم سال ۳۶۳ یکی از جنگ‌های بزرگ دوران باستان یکی از سلسله  جنگ‌های ایران و روم  بود که به شکست سنگین امپراتوری روم از شاهنشاهی ایران انجامید.
این جنگ در زمان شاهنشاهی شاپور دوم شاه ساسانی و زمامداری ژولیان در روم بین دو کشور اتفاق افتاد.
ژولیان سرداری جوان و رشید بود که قبل از رسیدن به مقام امپراتوری، حکومت گل (فرانسه) را به عهده داشت. او تصمیم به جنگ با ایران و فتوحات جدید گرفت. بنا براین در دسامبر ۳۶۱ میلادی به بیزانس آمد و پس از شش ماه توقف در این شهر و جمع‌آوری سپاه، در مارس ۳۶۲ میلادی با لشکر بزرگی به سوی انطاکیه حرکت نمود. مورخ مشهور روم امین مارسلن نیز در این لشکر کشی با او بود. در سوم مارس ۳۶۳ سپاه روم از انطاکیه حرکت کرده و به کرانه رود فرات رسیدند و وارد شهر کاره شدند. در ۲۶ مارس ژولیان با ۸۵ هزار لشکر خود و ۲۰ هزار نیروی دریایی و همراهی یک هزار کشتی کوچک حامل آذوقه و اسلحه و ۵۰۰ ناو جنگی و ۵۰ کرجی بزرگ برای پل‌سازی که همگی روی رود فرات شناور بودند به سوی جنوب بین‌النهرین حرکت نمود. تعدادی از سران قبایل عرب نیز در این لشکر کشی با او همراه شدند.
با رسیدن به شهر زیته که در خاک روم قرار داشت، ژولیان برای سپاه خود سخنرانی شورانگیزی کرد و در آن گفت: سرانجام نسل این دشمن را که خون رومیان هنوز از شمشیرهای آنها می‌چکد را از ردیف ملل دنیا محو و نابود خواهیم کرد.
با رسیدن به شهر هیت، سپاه روم وارد اراضی بابل در خاک ایران شدند. از اینجا به بعد لشکر روم مورد حمله دسته‌های سواره نظام ایران و سوارهای عرب قرار می‌گرفتند.
امین مارسلن می‌نویسد: با اولین اشعه آفتاب، ایرانیان در جلوی ما ظاهر شدند. سواره نظام مخوفی که اسم آنرا شنیده بودیم، اینک از دور با خودهای درخشان و غرق در آهن و پولاد به سرعت به پیش می‌آمدند.
با رسیدن سپاه روم به شهر پیروز (انبار) که از شهرهای مهم میان رودان بود، ژولیان تصمیم به محاصره آن می‌گیرد ولی با مقاومت اهالی مواجه می‌شود و سرانجام به کمک ادوات قلعه کوبی شهر را تسخیر می‌کند.
ژولیان کانالی که بین دجله و فرات بود را پاکسازی کرده و ناوگان خود را وارد دجله می‌نماید و به حومه تیسفون می‌رسد. نظر به حملات پی در پی ارتش ایران، ژولیان با مشورت با فرماندهان خود تصمیم می‌گیرد که از محاصره تیسفون صرفه نظر کرده و قبل از مواجه شدن با بخش اصلی ارتش ایران، از راه کردوان به روم برگردند.
با توجه به تصمیم بازگشت، ژولیان دستور می‌دهد که عمده ناوگان ارتش روم را بسوزانند. با توجه به قطع تأمین آذوقه از طریق این ناوگان، شاپور دوم دستور داد تا تمامی روستاهای مسیر لشکر روم تخلیه شده و آذوقه آنها را آتش بزنند.
در مسیر بازگشت و در نزدیکی مرنگا، سپاه روم با ارتش ایران به فرماندهی مهران مواجه می‌شود که شامل دسته‌هایی از سواران سنگین اسلحه و فیل‌های جنگی بود.
جنگ سختی بین دو لشکر درمی‌گیرد که تا شب ادامه پیدا می‌کند و آنقدر از دو طرف کشته می‌شوند که دو سپاه تا سه روز کاری به هم نداشته و زخمی‌هایشان را جمع‌آوری می‌کنند.
با حرکت مجدد سپاه روم به سوی شمال، باز هم بین دو سپاه نبرد بزرگی شروع می‌شود که در نتیجه آن امپراتور روم کشته می‌شود (۲۷ ژوئن ۳۶۳ میلادی)
سران سپاه روم پس از مشورت، ژوویان که رئیس گارد امپراتور بود را به سمت جانشینی او انتخاب می‌نمایند.
امپراتور جدید قوای رومی را به سوی شمال حرکت می‌دهد ولی با تعقیب و جنگ و گریز ارتش ایران مواجه می‌گردد. با رسیدن سپاه روم به سامرا، ژوویان از شاهنشاه ایران درخواست صلح می‌کند و در مذاکرات انجام شده، معاهده صلحی بین دو کشور منعقد می‌گردد. بر اساس این معاهده، شهرهای نصیبین و سینگارا با همه دژهایشان به ایران سپرده شدند و روم متعهد شد که هیچ دخالتی در امور ارمنستان نداشته باشد که عملاً دست شاپور را برای ضمیمه کردن این منطقه باز گذاشت. آرشاک دوم شاه ارمنستان که بدون حامی مانده بود، توسط شاهنشاه ایران زندانی شد و یک سال بعد در ۳۶۹ میلادی خودکشی کرد.